# هاردين (تكساس)
هاردين (بالإنجليزية: Hardin)‏ هي مدينة أمريكية تقع في ولاية تكساس.تبلغ مساحة هذه المدينة 5.9 (كم²)،ويبلغ عدد سكانها 755 نسمة حسب إحصاء سنة 2010 م. تشير إحصاءات سنة 2000م بأن الكثافة السكانية في هذه المدينة تقدر بـ(127.2) نسمة/كم2.

## التركيبة السكانية
حدّد مكتب تعداد الولايات المتحدة بيانات التركيبة السكانية لهاردين في تعداد الولايات المتحدة. في ما يلي، التركيبة السكانية حسب تعدادي 2000 و2010.

### تعداد عام 2000
بلغ عدد سكان هاردين 755 نسمة بحسب تعداد عام 2000، وبلغ عدد الأسر 291 أسرة وعدد العائلات 219 عائلة مقيمة في المدينة. في حين سجلت الكثافة السكانية 112.5 نسمة لكل كيلومتر مربع (291.4/ميل2). وبلغ عدد الوحدات السكنية 305 وحدة بمتوسط كثافة قدره 45.5 لكل كيلومتر مربع (117.8/ميل2).
وتوزع التركيب العرقي للمدينة بنسبة 98.54% من البيض و0.53% من الأمريكيين الأفارقة و0.13% من الأمريكيين ذوي الأصول الآسيوية و0.66% من الأعراق الأخرى و0.13% من عرقين مختلطين أو أكثر و4.11% من الهسبانيون أو اللاتينيون من أي عرق.
بلغ عدد الأسر 291 أسرة كانت نسبة 38.5% منها لديها أطفال تحت سن الثامنة عشر تعيش معهم، وبلغت نسبة الأزواج القاطنين مع بعضهم البعض 62.9% من أصل المجموع الكلي للأسر، ونسبة 8.9% من الأسر كان لديها معيلات من الإناث دون وجود شريك، بينما كانت نسبة 3.4% من الأسر لديها معيلون من الذكور دون وجود شريكة وكانت نسبة 24.7% من غير العائلات. تألفت نسبة 22.7% من أصل جميع الأسر من عدة أفراد يعيشون في نفس المنزل ونسبة 12.4% كانت تتألف من شخص يعيش بمفرده يبلغ من العمر 65 عاماً أو أكثر. وبلغ متوسط حجم الأسرة المعيشية 2.59، أما متوسط حجم العائلات فبلغ 3.03.
بلغ العمر الوسطي للسكان 38.3 عاماً. وكانت نسبة 26% من القاطنين تحت سن الثامنة عشر، وكانت نسبة 9.1% بين الثامنة عشر والرابعة والعشرين عاماً، ونسبة 26% كانت واقعةً في الفئة العمرية ما بين الخامسة والعشرين والرابعة والأربعين عاماً، ونسبة 24.6% كانت ما بين الخامسة والأربعين والرابعة والستين، ونسبة 14.3% كانت ضمن فئة الخامسة والستين عاماً فما فوق. يوجد لكل 100 أنثى 99.2 ذكر، ويوجد لكل 100 أنثى في الثامنة عشر من عمرها فما فوق 95.5 ذكر.
بلغ متوسط دخل الأسرة في المدينة 41,016 دولارًا، أما متوسط دخل العائلة فبلغ 47,500 دولارًا. وكان متوسط دخل الذكور 36,964 دولارًا مقابل 19,583 دولارًا للإناث. وسجل دخل الفرد الخاص بالمدينة 18,445 دولارًا. وكانت نسبة 6.9% من العائلات ونسبة 8.7% من السكان تحت خط الفقر، وكان من هؤلاء نسبة 10.2% تحت سن الثامنة عشر ونسبة 11% في الخامسة والستين من العمر وما فوق.

### تعداد عام 2010
بلغ عدد سكان هاردين 819 نسمة بحسب تعداد عام 2010، وبلغ عدد الأسر 313 أسرة وعدد العائلات 233 عائلة مقيمة في المدينة. في حين سجلت الكثافة السكانية 122.1 نسمة لكل كيلومتر مربع (316.2/ميل2). وبلغ عدد الوحدات السكنية 347 وحدة بمتوسط كثافة قدره 51.7 لكل كيلومتر مربع (133.9/ميل2).
وتوزع التركيب العرقي للمدينة بنسبة 92.43% من البيض و0.98% من الأمريكيين الأفارقة و0.73% من الأمريكيين الأصليين و0.12% من الأمريكيين ذوي الأصول الآسيوية و3.54% من الأعراق الأخرى و2.20% من عرقين مختلطين أو أكثر و9.28% من الهسبانيون أو اللاتينيون من أي عرق.
بلغ عدد الأسر 313 أسرة كانت نسبة 33.2% منها لديها أطفال تحت سن الثامنة عشر تعيش معهم، وبلغت نسبة الأزواج القاطنين مع بعضهم البعض 56.2% من أصل المجموع الكلي للأسر، ونسبة 13.7% من الأسر كان لديها معيلات من الإناث دون وجود شريك، بينما كانت نسبة 4.5% من الأسر لديها معيلون من الذكور دون وجود شريكة وكانت نسبة 25.6% من غير العائلات. تألفت نسبة 22.7% من أصل جميع الأسر من عدة أفراد يعيشون في نفس المنزل ونسبة 12.1% كانت تتألف من شخص يعيش بمفرده يبلغ من العمر 65 عاماً أو أكثر. وبلغ متوسط حجم الأسرة المعيشية 2.62، أما متوسط حجم العائلات فبلغ 3.06.
بلغ العمر الوسطي للسكان 40.3 عاماً. وكانت نسبة 25.2% من القاطنين تحت سن الثامنة عشر، وكانت نسبة 7.7% بين الثامنة عشر والرابعة والعشرين عاماً، ونسبة 23.4% كانت واقعةً في الفئة العمرية ما بين الخامسة والعشرين والرابعة والأربعين عاماً، ونسبة 27.2% كانت ما بين الخامسة والأربعين والرابعة والستين، ونسبة 16.5% كانت ضمن فئة الخامسة والستين عاماً فما فوق. وتوزع التركيب الجنسي للسكان بنسبة 48.7% ذكور و51.3% إناث.